# Benjamin de Almeida Sodré
Benjamin de Almeida Sodré dit Mimi Sodré né le 10 avril 1892 à Belém et mort le 1er février 1982 était un scout et footballeur brésilien. 
Surnommé Mimi Sodré, il est principalement connu pour avoir remporté le championnat de Rio de football avec le Botafogo Football Club en 1910 et 1912. Sélectionné en équipe du Brésil de football en 1916, il dispute deux rencontres et marque un but. Il quitte le club en 1916 pour finalement y revenir en 1922. 
Président du Botafogo Football Club en 1941, il participe à la fusion du club avec le Club de Regatas Botafogo qui donne naissance au Botafogo de Futebol e Regatas en 1942.

## Carrière de joueur
- 1908-1916 : Botafogo Football Club
- 1922 : Botafogo Football Club

## Palmarès
- Champion de l'État de Rio en 1910 et 1912.
- Meilleur buteur du championnat de Rio en 1912 et 1913.